# Tomasz Herkt
Tomasz Hieronim Herkt (Poznań, 15 dicembre 1956) è un ex cestista e allenatore di pallacanestro polacco.

## Carriera
Ha guidato la Polonia ai Giochi olimpici di Sydney 2000 e a tre edizioni dei Campionati europei (1999, 2001, 2003).